# Bernard Griffin
Bernard William Griffin (Birmingham, 21 februari 1899 - Polzeath Bay, 20 augustus 1956) was een Brits geestelijke en kardinaal van de Rooms-Katholieke Kerk.

## Jeugd en opleiding
Griffin was de eerstgeboren tweelingzoon in het gezin William Griffin en diens vrouw Helen Swadkins. Het gezin bestond uit vijf kinderen. De vader van het gezin was bedrijfsleider in een fietsenfabriek en gemeenteraadslid. Griffins jongere tweelingbroer zou later intreden bij de Benedictijnen, terwijl een van zijn zusters intrad bij de Sisters of Mercy. Griffins bezocht King Edward's lagere school in Birminghan en Cotton College, een kleinseminarie in Staffordshire. In 1917 nam hij, met zijn tweelingbroer dienst in de Royal Navy. Van 1919 tot 1921 studeerde hij aan het Venerable English College in Rome. Zijn rector was Arthur Hinsley, de latere kardinaal. Aan het Pauselijk Athenaeum Urbaniana De Propaganda Fide behaalde hij in 1924 een doctoraat in de theologie. Nog datzelfde jaar werd hij priester gewijd. Hij doctoreerde vervolgens nog aan het Engels College in de beide rechten.

## Begin loopbaan
Na zijn juridische promotie keerde Griffin terug naar Engeland, waar hij tussen 1927 en 1937 secretaris was van twee twee bisschoppen van Birmingham, John McIntyre en Thomas Williams. Tezelfdertijd was hij parochiepriester in Coleshill, terwijl hij vanaf 1929 tot 1938 ook achtereenvolgens kanselier en vicaris-generaal van het bisdom Birmingham was. Paus Pius XI benoemde hem op 26 mei 1938 tot titulair bisschop van Appia en hulpbisschop van Birmingham. Als bisschoppelijke wapenspreuk koos hij Da mihi animas (Geef mij zielen), naar een woord van de heilige Don Bosco. Decennia later zou de Nederlandse bisschop Jan ter Schure hetzelfde motto kiezen.

## Aartsbisschop van Westminster
Griffin zou op 18 december 1943 door paus Pius XII worden benoemd tot aartsbisschop-metropoliet van Westminster. Tijdens het consistorie van 18 februari 1946 werd hij, tegelijk met de Nederlandse aartsbisschop Johannes de Jong, verheven tot kardinaal. De Santi Andrea e Gregorio al Monte Celio werd zijn titelkerk. Hij was pauselijk legaat bij de viering van het honderdjarig jubileum van het herstel van de bisschoppelijke hiërarchie in Engeland en Wales in 1950. De kardinaal overleed in 1956 aan de gevolgen van een hartaanval toen hij op vakantie was in Cornwall. Zijn lichaam werd bijgezet in de Kathedraal van Westminster.
- Bibliothèque nationale de France: cb11277510g (data)
- Gemeinsame Normdatei: 1026510767
- International Standard Name Identifier: 0000 0000 7818 9991
- Nationale bibliotheek van Australië: 68566338
- Nationale en Universitaire bibliotheek Zagreb: 000773050
- Nederlandse Thesaurus van Auteursnamen: 123627478
- Système universitaire de documentation: 115128727
- Virtual International Authority File: 24595045
- WorldCat: E39PBJymFpqjW3WFXR8DqXtMyd